# Toby Genkel
Tobias „Toby“ Genkel (* 1970 in Hamburg) ist ein deutscher Filmregisseur.
Nach einem Grafik- und Designstudium an der Hochschule für Angewandte Wissenschaften Hamburg, absolvierte Genkel ein Praktikum bei einer Animationsfirma, wo er mit dem Medium Film in Kontakt kam. Als Layouter und Hintergrunddesigner wirkte er hier ab 1993 für Filme, wie Der kleene Punker oder Werner – Das muß kesseln!!! mit. Später verwirklichte er auch eigene Ideen für die Animationsserien Nick und Perry oder Karlsson vom Dach.
Mit dem Kinofilm Kommando Störtebeker übernahm Genkel erstmals auch die Co-Regie, gefolgt von seinem Regiedebüt in der Fernsehserie Hotze. Weitere Filme, in denen er als Co-Regisseur auftrat, waren unter anderem Werner – Gekotzt wird später!, sowie gemeinsam mit Michael Schaack die Filme Dieter – Der Film und Das doppelte Lottchen.
2017 hatte der Film Überflieger – Kleine Vögel, großes Geklapper Premiere und im Jahr 2023 der Film Maurice der Kater. Bei beiden Filmen führte Genkel Regie.
Genkel ist Mitglied der Deutschen Filmakademie.